# Альденхофф, Бернд
Бернд А́льденхофф (нем. Bernd Aldenhoff; 14 июня 1908, Дуйсбург — 8 октября 1959, Мюнхен) — немецкий певец (тенор). Большую популярность имел в 1940—1950-х годах, особенно из-за своего энергичного и постоянно высокого голоса.

## Биография
Бернд Альденхофф родился в Дуйсбурге. Он был одиннадцатым ребёнком в семье столяра. Рос в приюте для бездомных. Вначале получил профессию своего отца, экзамены сдал на отлично.
В 1932 году на него обратил внимание Вальтер Фельзенштейн, который был в то время главным руководителем в Кёльне. Так его взяли под покровительством Заладина Шмитта (нем. Saladin Schmitt) в хор городского театра Дуйсбурга-Бохума. Последующими остановками хорового певца были Кёльнская опера и Штутгартский государственный театр. Помимо этого он обучался в Кёльне на солиста у Юлиуса Ленца (нем. Julius Lenz), который также обучал Людвига Зутхауса.
Через год ему поступило предложение на работу в качестве солиста в Кёльнской опере. Там он пел сначала лирические партии тенора: Лионеля в «Марте» Флотова, Пинкертона в «Мадам Баттерфляй» и Маттео в «Аррабелле». В премьере оперы Зигфрида Вагнера «Король язычников» он пел Радома. Его карьера привела его в 1934 году в театр Дармштадта, в 1938 в Дюссельдорф, в 1943 в оперу Земпера в Дрездене и в 1952 году в Баварскую государственную оперу, в которой он оставался до конца жизни.
Умер от пищевого отравления.

## Партии
- д’Альбер: «Tiefland», Pedro
- Бетховен: «Фиделио», Флорестан
- Флотов: «Марта», Лионель
- Кинцль: «Евангелист», Matthias
- Леонкавалло: «Der Bajazzo», Canio
- Оффенбах: «Hoffmanns Erzählungen», Hoffmann
- Пфицнер: «Der arme Heinrich», Heinrich
- Пуччини: «La Boheme», Rudolfo
- Пуччини: «Madame Butterfly», Pinkerton
- Штраус: «Salome», Herodes
- Штраус: «Elektra», Ägisth
- Штраус: «Ariadne auf Naxos», Bacchus
- Штраус: «Arabella», Matteo
- Штраус: «Die Liebe der Danae»
- Штраус: «Die ägyptische Helena», Menelaos
- Томази: «Don Juan de Manara», Titelpartie
- Верди: «Il Trovatore», Manrico
- Верди: «Un ballo in maschera», Riccardo
- Верди: «Otello», Otello
- Вагнер: «Der fliegende Holländer», Erik
- Вагнер: «Tannhäuser», Tannhäuser
- Вагнер: «Lohengrin», Lohengrin
- Вагнер: «Meistersinger von Nürnberg», Walther von Stolzing
- Вагнер: «Tristan und Isolde», Tristan
- Вагнер: «Walküre», Siegmund
- Вагнер: «Siegfried», Siegfried
- Вагнер: «Götterdämmerung», Siegfried
- Вагнер: «Parsifal», Parsifal
- Вагнер (Siegfried) «Der Heidenkönig», Radoma
- Вагнер-Régeny: «Der Günstling», Fabiano
- Вебер: «Der Freischütz», Max

## Дискография
- д’Альбер: Tiefland — Orchester des NDR, Rudolf Alberth, 1953
- Бетховен: Neunte Sinfonie — Gewandhausorchester Leipzig, Abendroth, 1950
- Бетховен: Fidelio — Staatskapelle Dresden, Joseph Keilberth, 1948
- Pfitzner: Die Rose vom Liebesgarten — Symphonieorchester des Bayerischen Rundfunks, Robert Heger, 1953
- Strauss: Salome — Staatskapelle Dresden, Joseph Keilberth, 1948
- Strauss: Salome — Bayerische Staatsoper, Joseph Keilberth, 1955
- Strauss: Elektra — Bayerische Staatsoper, Hans Knappertsbusch 1956
- Strauss: Die ägyptische Helena — Bayerische Staatsoper, Joseph Keilberth, 1956
- Wagner: Der fliegende Holländer — Orchester des NDR, Wilhelm Schüchter, 1951
- Wagner: Die Meistersinger von Nürnberg — Sächsische Staatskapelle Dresden, Rudolf Kempe, 1951
- Wagner: Siegfried — Bayreuther Festspiele, Herbert von Karajan, 1951
- Wagner: Siegfried — Bayreuther Festspiele, Joseph Keilberth, 1952
- Wagner: Siegfried — Bayreuther Festspiele, Hans Knappertsbusch 1957
- Wagner: Siegfried — Opernhaus Zürich, Robert F. Denzler 1959
- Wagner: Götterdämmerung — Bayreuther Festspiele, Knappertsbusch, 1951
- Wagner: Götterdämmerung — Bayerische Staatsoper, Hans Knappertsbusch, 1955
- Wagner: Parsifal — Sinfonieorchester des Kölner Rundfunks, Richard Kraus, 1949
- Weber: Der Freischütz — Sächsischer Staatskapelle Dresden, Rudolf Kempe, 1949
- Lebendige Vergangenheit — Bernd Aldenhoff (Aufnahmen 1946—1949)
- A Portrait of Bernd Aldenhoff
- Waldoper Zoppot — Das Bayreuth des Nordens und seine Sänger
- A Portrait of Marianne Schech — Auszüge aus dem 2. Aufzug Parsifal, Orchester der Bayerischen Staatsoper, Eugen Jochum
- Georg Hann Arias 1942-43 Recordings — Auszug aus Rheingold
- Leonie Rysanek sings Beethoven/Wagner/Verdi — Auszug aus Aida
- Josef Metternich — Rare and Unreleased Recordings — Auszüge aus Otello
- Tiana Lemnitz Vol 2 — Wagner-Szenen — Auszüge aus Die Meistersinger von Nürnberg